# Афендик, Иван Корнилиевич
Иван Корнилиевич Афендик (1776 — 1851) — псковский и волынский вице-губернатор, действительный статский советник.

## Биография
Из малороссийского дворянского рода, внесённого во II, III и IV ч. ДРК Черниговской губернии. Сын премьер-майора К. М. Афендика. Мать — N Антоновна Яновская, дочь полкового хорунжего. Дед — полковой хорунжий М. С. Афендик, помещик с. Иванково, Остёрского уезда, Киевского н-ва.  

### Происхождение
Афендики — род греческого происхождения, предположительно из Мистры, известный с XV в., чьи представители бежали от турецкого владычества и в XVII в. играли видную роль в жизни молдаван и украино-польских русинов. Родоначальник малороссийского рода — пыркэлаб Семён Афендик, по государственной принадлежности к княжеству Молдавскому прозывавшийся волохом, праправнук пыркэлаба Стефана Лозанула, внук Петра, племянник (по сестре) «великого капитана уезда Соро́цкого» Александра Петрова Армашура, комендант Соро́кской крепости в княжестве Молдавском в начале XVIII в. После заключения Петром I в апреле 1711 Луцкого союзного договора с молдавским (волошским) господарем князем Дмитрием Кантемиром участвовал в Прутском походе русско-молдавской армии. В мае 1711 обеспечил переправу авангарда корпуса ген.-фельдмаршала Б. П. Шереметева через Днестр под Сороками (молдавской границы Османской империи) для соединения с войсками князя Кантемира и после передачи крепости русской армии пожалован чином и должностью полковника русско-волошского корпуса; также дано ему жалование для сбора отряда «добрых жолнерных конных оружейных 1000 человек». В конце июня 1711 со старшим сыном Степаном приехал за помощью к ген.-фельдмаршалу Б. П. Шереметеву, после чего в Соро́кскую крепость был отправлен отряд из 150 чел. во главе с капитаном Мавриным. После поражения Петра I и почётной капитуляции русской армии и молдавских отрядов, по условиям Прутского мирного договора, вместе с сыновьями: Степаном, Николаем, Антоном и Иваном — переправился в Польшу и, в том же — 1711, выехал из Подолии на Левобережную Украину. Поступив полковником на русскую службу, с августа 1712 по 1716 командовал Переяславским полком, в котором служили и его сыновья. По настойчивым просьбам (приказам) Шереметева гетманом Скоропадским пожалован (1712; 1716) имением в дер. Кулаженцы при р. Трубайло, и в местечке Старая Басань, при болотистой рчк. Смердена, волости Быковской, сотни Басанской, Переяславского полка. Основал самую большую в Гетманщине династию полковых сотников. И. К. Афендик — представитель старшей линии, идущей от старшего сына, ротмистра (1718)  Степана Афендика, сотника бориспольского, наказного полковника переяславского.      

### Служба
По родословной, родился в 1786; по другим сведениям — в 1776. В 1791 принят студентом класса пиитики Киево-Могилянской академии, в которой обучался до класса философии.
С 1795 по 1802 служил в Киеве: вступил в службу подканцеляристом Киевской гражданской палаты 24 октября (4 ноября) 1795; произведён в должность и звание коллежского канцеляриста 18 (29) марта 1796; 1 (12) мая 1797 определён в департамент гражданских дел киевского Главного суда, учреждённого вместо упразднённой Киевской гражданской палаты; за выслугой узаконенных лет, произведён в классный чин и должность коллежского регистратора 31 декабря 1799 (11 января 1800).
Переведён в C.-Петербург на должность писца Государственного заёмного банка 9 (21) декабря 1802; за выслугой узаконенных лет произведён губернским секретарём 31 декабря 1803 (12 января 1804) и назначен на должность банковского повытчика (делопроизводителя); за выслугой узаконенных лет произведён коллежским секретарём 31 декабря 1806 (12 января 1807).
С 27 августа (8 сентября) 1809 причислен к Департаменту министра финансов и взят в министерскую канцелярию для производства дел по части государственных банков; 1 (13) января 1810 перемещён в канцелярию министра финансов Д. А. Гурьева; 28 июля (9 августа) 1811 произведён, по ведомству Государственного заёмного банка, в титулярные советники, со старшинством с 31 декабря 1809 (12 января 1810); назначен секретарём общей канцелярии министра финансов по делам учреждённого Департамента государственных имуществ 1 (13) января 1812.
С началом Отечественной войны 1812 определён в С.-Петербургское ополчение 5 (17) августа 1812; назначен на должность бухгалтера в Комитете петербургского ополчения по части провиантской и комиссариатской; уволен от той должности 20 октября (1 ноября) 1813.
Определён на прежнюю должность; 20 марта (1 апреля) 1815 произведён, за выслугу лет, в чин коллежского асессора «за отличные труды и усердие к службе», со старшинством с 31 декабря 1812 (12 января 1813); произведён, за отличие, в надворные советники «в вознаграждение ревностного усердия к службе и отличных трудов» 9 (21) ноября 1815, со старшинством; в августе 1818 пожалован кавалером ордена Св. Владимира 4 степени. Оставаясь в должности, с 1 (13) марта 1820 по 1821 состоял директором (делопроизводителем) С.-Петербургской главной конторы по управлению всеми вотчинами и делами графини Е. А. Головкиной, урождённой графини Шуваловой.
В ноябре 1821 женился на внучке с.-петербургского вице-губернатора. Назначен правителем канцелярии Д-та государственных имуществ 21 января (2 февраля) 1822; за выслугу лет, 12 (24) сентября 1822 произведён коллежским советником, со старшинством с 9 (21) ноября 1821; за отличие по службе, в феврале 1824 пожалован кавалером ордена Св. Анны 2 степени, а 21 ноября того же года — алмазными к ордену знаками; за отличие по службе, произведён статским советником 3 (15) апреля 1828, со старшинством.
Перемещён на вакансию начальника 1-го отделения (Главного ведомства казённый крестьян) Д-та государственных имуществ 28 декабря 1828 (9 января 1829). Отделение заведовало управлением казёнными крестьянами, включая принадлежащих к заводам и фабрикам. За отличие по службе, в апреле 1829 награждён орденом Св. Владимира 3 степени.
Назначен волынским вице-губернатором 19 февраля (2 марта) 1832. По должности, возглавил Волынскую казённую палату. За отличие по службе, в апреле 1833 награждён орденом Св. Станислава 2 степени  со звездой (Станиславской звездой), и в сентябре 1839, по новому орденскому Статуту (28.05.1839), помещён в комплект орденских пенсионеров, получавших «доход с командорства» в сумме 400 руб. в год. За отличие по службе, произведён действительным статским советником 7 (19) августа 1836.
Назначен псковским вице-губернатором 15 (27) февраля 1837. По должности, возглавил Псковскую казённую палату. В связи с проводимой в том же году реформой губернского и областного управления, разделившей должности вице-губернаторов и председателей губернских казённых палат, на основании высочайше утверждённого Положения о порядке производства дел в губернских правлениях, переименован в председатели Псковской казённой палаты 3 (15) июня 1837, с оставлением в должности до назначения преемника. В августе того же — 1837, принимал в Пскове императора Николая I. По должности вице-губернатора, пожалован монаршим благоволением за отличное устройство строящихся в Пскове зданий полковых штабов 20 августа (1 сентября) 1837. Указом от 1 (13) февраля 1838 преемником в должности псковского вице-губернатора назначен состоящий при V отделении с. е. и. в. к. отставной полковник (из капитанов лейб-гвардии Драгунского полка) М. Л. Кожевников, с его переименованием в гражданский чин коллежского советника.
Возглавив Псковскую казённую палату, и как вице-губернатор, и как её председатель, служил в той должности до своей смерти. Состоял непременным членом Псковского губернского статистического комитета. В августе 1840 пожалован орденом Св. Станислава 1 степени «во внимание к долговременной, отлично-усердной службе и за открытие значительных казённых начетов, согласно ходатайству министра финансов и удостоению Комитета министров». По должности вице-губернатора, председателя Казённой палаты и как член Псковского губернского правления, в 1840-х был соответчиком и подвергался казённым взысканиям за различные служебные упущения, что, впрочем, было обычной практикой по привлечению должностных лиц к солидарной ответственности. Перевод на другую должность за злоупотребления и упущения по псковским питейным откупам, открытые в 1844—1845, не состоялся. Умер в марте 1851 на службе. ВП от 3 (15) апреля 1851 за № 65, по ведомству М-ва финансов, исключен из списков умершим. 

### Награды
- Орден Святого Владимира 4 степени (21.08.1818)
- Орден Святой Анны 2 степени (9.02.1824), с алмазными знаками (21.11.1824)
- Знак отличия беспорочной службы за «XXV» лет (22.08.1828)[45]
- Орден Святого Владимира 3 степени (04.04.1829)
- Орден Святого Станислава 2 степени со звездой (02.04.1833)
- Знак отличия беспорочной службы за «XXX» лет (22.08.1833)
- Монаршее благоволение (20.08.1837)
- Знак отличия беспорочной службы за «XXXV» лет (22.08.1838)
- Орден Святого Станислава 1 степени (31.08.1840)

## Семья
С 13 (25) ноября 1821 надворный советник И. К. Афендик был женат на потомственной дворянке С.-Петербургской губернии, помещице Новоладожского уезда, девице Софии Васильевне Нертовской (24.03.1801, СПб. — 23.06.1831, СПб.). Венчались в церкви Божией Матери Владимирской в Придворных слободах. Поручители по женихе: коллежский советник Алексей Вихлиев и коллежский асессор Тимофей [Семёнович] Крылов; по невесте: коллежский советник и кавалер Александр [Яковлевич] Голохвастов и брат её родной корнет Александр Нертовский.
С. В. Афедик — дочь умершего статского советника В. И. Нертовского и его жены Натальи Симоновны, урождённой Дуровой (08.1777—3.02.1814), санкт-петербургской домовладелицы в конце XVIII – начале XIX в., которой принадлежал родовой особняк в Литейной части, 2-го квартала, по наб. р. Фонтанки, под № 104, ныне известный как Дом Пашковых (совр. — наб. р. Фонтанки, 18). По линии матери Софья Афендик была внучкой с.-петербургского вице-губернатора, бригадира Симона Федосеевича Дурова и Натальи Антоновны, урождённой Гринвальд, дочери полковника А. И. Гринвальда.
Дети:
- Фёдор Иванович Афендик (1823—?) — участник студенческих революционных кружков в 1840-х, публицист[53], участник Кавказской войны, коллежский регистратор. С 1836 по 1844 — студент Горного института. По болезни, уволился из института, не окончив курса. По той же причине, в 1844—1845 не поступил в С.-Петербургский университет[54]. Возвратившись в Псков, в 1844—1845 там же служил канцелярским чиновником; с 1846 состоял в канцелярии с.-петербургского генерал-губернатора. Ученик и член литературного кружка преподавателя Псковской гимназии А. С. Воронова. Тогда же — в 1845, стал сотрудничать в ж-ле «Современник», написав для него две оригинальные статьи: «Гуманисты и реалисты» (1845)[55]  и «О совершенствах практической медицины, открытой в Дон-Кихоте Сервантеса» (1846)[56], опубликованной без авторства[57]. А. С. Воронов, наводивший о нём справки по поручению П. А. Плетнёва, писал последнему из Пскова 5 (17) июня 1845: «Автор статьи — молодой, очень молодой человек, 21 года, Фёдор Иванович Афендик — тот самый, который прошлого года хотел из Горного корпуса поступить в университет, но по тяжкой болезни и до сих пор продолжающейся, должен был оставить своё намерением. Это — человек даровитый, начитанный (если судить по его летам) и трудолюбивый, сколько позволяет его болезнь. Статья его — не перевод и не извлечение, а оригинальная, и вот как произошла она. Афендик живет теперь во Пскове у своего отца и, как бывший слушатель моих частных лекций словесности, часто посещает меня. Он привёз с собой довольно значительную библиотеку из русских и больше французских книг, которые мы, т. е. я, он и ещё двое из моих товарищей по гимназии читаем; а чтобы это чтение могло принести действительную пользу, мы поставили себе обязанностью отдавать изустный или письменный отчёт о прочитанном на литературных вечерах, которые бывают у нас два раза в неделю…  Таким образом, мы прочли многие из пьес Шекспира; между прочим, я раз предложил прочесть статью из Буслаева [Фёдора Ивановича], которого я уже приобрел, о разных системах образования. Статья эта изложена у Буслаева сбивчиво, без критики… Плодом наших замечаний по поводу этого чтения была статья, присланная к Вам Афендиком, который принял на себя труд из отдельных замечаний составить нечто систематическое, и пусть сама статья его докажет, в какой степени успел он в этом»[58]. По доносу одного из бывших товарищей в Горном институте, случайно встретившего Афендика в С.-Петербурге осенью 1847, в возрасте 24 лет был арестован и, вместе с другими воспитанниками и ротными офицерами института, находился под следствием III отделения по делу Банникова[59] — бывших студентов Горного института, выступавших против монархии в России, «неприлично» выражавшихся о царской семье, заявлявших о своей готовности участвовать в революции и убить Николая I[60]. Следствие велось в тайне, к суду не привлекался. Император на докладе тайной полиции по делу Ф. И. Афендика собственноручно написал резолюцию: «Пусть загладит кровью свои дурачества, я же его прощаю охотно в том, что до меня касается; можно определить рядовым в Егерский… полк, приказав князю Барятинскому за ним смотреть и дать случай отличиться»[61]. В 1848 сослан рядовым на Кавказ, где прослужил до кончины Николая I. ВП от 7 (19) ноября 1855 за № 45, по части Инспекторской, уволен от службы, из унтер-офицеров Егерского ген.-адъютанта князя Чернышева полка[62], с награждением чином коллежского регистратора[63].
- Екатерина Ивановна Афендик (14.11.1823—9.05.1826, СПб.)
- Надежда Ивановна Афендик (1824—?) – домашняя учительница. Воспитанница С.-Петербургского училища ордена Святой Екатерины (выпуск февраля 1838), пансионерка ведомства Главного казначейства М-ва финансов[64]. Была жива в 1841.
- Корнилий (Корнелий) Иванович Афендик (02.08.1826 — не ранее 1876) —  коллежский советник, член Волынской палаты уголовного и гражданского суда. Родился в С.-Петербурге. Крещён 13 августа. Восприемники: тайный советник и кавалер Я. А. Дружинин и действительная статская советница Александра Леонтьевна Лагода, жена д. с. с. И. Г. Лагоды[65]. С 1836 по 1846 учился в Горном институте; по экзамену, из кондукторов старшего класса выпущен в службу чиновником 14 класса 8 (20) июня 1846[66]. Определён пробирным мастером[67] в ведомство Д-та горных и соляных дел М-ва финансов — и. д. пробирера (начальника) Псковской пробирной палатки; ВП от 14 (26) февраля 1850 за № 32, по ведомству М-ва финансов, в той должности произведён, за выслугу лет, в губернские секретари, со старшинством с 8 (20) июня 1849; ВП от 23 октября (4 ноября) 1850 за № 209, по Гражданскому ведомству, переведён канцелярским чиновником 2-го департамента М-ва государственных имуществ; после смерти отца, ВП от 8 (20) мая 1851 за № 87, по ведомству М-ва государственных имуществ, по прошению, уволен от службы. Впоследствии служил чиновником разных ведомств: М-ва финансов, М-ва внутренних дел, М-ва юстиции — периодически выходя в отставки. Состоял в должностях: акцизного пристава 2-го класса Юго-Западного табачно-акцизного округа; овручского уездного стряпчего; заседателя Житомирского уездного суда; столоначальника канцелярии волынского губернатора; экспедитора (начальника) распорядительной части Житомирской губернской почтовой конторы; секретаря и затем члена Волынской палаты уголовного и гражданского суда; отставлен от последней должности с причислением к Министерству юстиции 18 (30) марта 1875; по прошению, уволен от службы 25 августа (6 сентября) 1875. Титулярный советник (30.10.1862; ст. 23.04.1862); коллежский асессор (4.06.1868; ст. 11.08.1866); надворный советник (11.08.1871; ст. 11.08.1870); уже после отставки, сенатским указом от 31.08.1876 за № 100, по ведомству М-ва юстиции, производён, за выслугу лет, в коллежские советники, со старшинством с 18 (30) августа 1874. Был женат на католичке Фёкле Лукиной. Дочь — Антонина, р. 16.01.1864 в Москве, крещена 6 февраля в Скорбященской церкви, на Большой Ордынке. Восприемники: титулярный советник Фёдор Фёдорович Кокошкин[68] (средний[69]) и титулярного советника П. И. Бартенева жена Софья Даниловна Бартенева[70].  Сын — Михаил Корнилиевич[71] Афендик, надворный советник, служил по ведомству Волынской казённой палаты[72].
- Василий Иванович Афендик (11.04.1828, СПб. — 1876, Минск) — квартальный надзиратель полиции С.-Петербурга, подполковник при отставке. Родился в С.-Петербурге. Крещён 28 апреля. Восприемники: действительный тайный советник и кавалер Ф. А. Голубцов и супруга тайного советника Лагоды, Александра Леонтьевна Лагода[73]. С 1840 воспитывался в Горном институте, курса не окончил[74]. Вступил в военную службу унтер-офицером Екатеринославского гренадерского Е. И. В. наследника Цесаревича полка[75]; ВП от 8 (20) ноября 1848 произведён, за выслугой узаконенных лет, из подпрапорщиков того полка в прапорщики Карабинерного гросс-герцога Фридриха Мекленбургского полка[76], со старшинством с 9 (21) июля 1848; переведён в резервный батальон полка 24 мая (5 июня) 1849; на вакансию в подпоручики 11 (23) февраля 1850; на вакансию в поручики 7 (19) февраля 1852; назначен адъютантом 2-й бригады 2-й гренадерской дивизии[75] 25 марта (6 апреля) 1853; на вакансию в штабс-капитаны 25 мая (6 июня) 1855, с оставлением в должности; в награду «отлично-усердной» службы орден Святого Станислава 3 ст. (26.08.1856); на основании приказа по Военному ведомству от 31.05.1856 за № 112, в связи с упразднением бригадных управлений, зачислен штабс-капитаном по армейской пехоте 26 марта (7 апреля) 1857;  на основании приказа по Военному ведомству от 31.05.1856 за № 112, уволен от службы капитаном 10 (22) апреля 1858; в отставке с апреля 1858 по октябрь 1862; по прошению, определён в службу в штат С.-Петербургской полиции, прежним чином штабс-капитана, с зачислением по армейской пехоте 25 октября (6 ноября) 1862;  в награду «отлично-усердной» службы орден Святой Анны 3 ст. (29.10.1865); капитаном по армейской пехоте 19 февраля (3 марта) 1867, с оставлением в штате С.-Петербургской полиции; майором по армейской пехоте 17 (29) апреля 1870, с оставлением в штате С.-Петербургской полиции; отчислен от штата С.-Петербургской полиции 30 декабря 1872 (11 января 1873), с оставлением по армейской пехоте; уволен от службы подполковником 2 (14) февраля 1874, на основании 3-го дополнения к 1803 ст. ч. II-й кн. I-й Св. военных постановлений (по 6-му продолжению). С 1862 по 1872— квартальный надзиратель С.-Петербургской полиции, служил надзирателем 5-го квартала Рождественской[77], приставом 3-го участка Рождественской[78], затем — 1-го участка Московской[79], частей С.-Петербурга; по горячим следам, в сентябре 1866 раскрыл дело о краже 12600 руб. серебром в разных кредитных билетах и процентных бумагах у крестьянина Матвея Семейкина[80]. Раскрыл подпольное производство фальшивых изделий из мельхиора, выдаваемых за серебряные[81]. Умер в 1876 в Минске[82]. Был похоронен на Переспенском кладбище[83]. Жена — второбрачная вдова Мальвина Осиповна, урождённая Александро́вич, дочь г. Варшавы коммерции советника Иосифа Якимовича Александро́вича. Дети: Ольга (р. 29.04.1858); Николай (р. 19.04.1864)[84].
- Александр Иванович Афендик (1830—?) — коллежский регистратор, с.-петербургский присяжный поверенный. Воспитывался в Горном институте[74]. По экзамену, из кондукторов старшего класса выпущен в службу чиновником 14 класса 8 (20) июня 1849. Определён пробирным мастером в ведомство Д-та горных и соляных дел М-ва финансов. По одним сведениям, служил пробирным мастером во Владимире (1850)[85], Пскове (1853)[86] и Минске (1854)[87]. По другим сведениям, в апреле 1850 назначен и. д. пробирера (начальника) открытой Минской пробирной палатки[88]; ВП от 16 (28) февраля 1851 за № 34, по ведомству М-ва финансов, по прошению, с той должности уволен от службы коллежским регистратором. Участник Крымской войны в составе Государственного подвижного ополчения: из отставных коллежских регистраторов определён офицером в дружину № 8 ополчения Новгородской губернии 11 (23) марта 1855, с переименованием в прапорщики; по случаю расформирования Государственного подвижного ополчения, уволен от службы 10 (22) июня 1856, с переименованием в прежний чин коллежского регистратора; в награду отлично-усердной и ревностной службы, по ополчению Новгородской губернии, награждён орденом Святого Станислава 3 ст. (11.01.1857). В том же чине — отставного коллежского регистратора, во второй половине 1860-х служил с.-петербургским присяжным поверенным (адвокатом). Жил по ул. Владимирской, в д. № 7[89].